# William Snow Harris
William Snow Harris (Plymouth, 1791 – 1867) è stato un fisico britannico.
Membro della Royal Society, ebbe l'onore di attrezzare il brigantino Beagle per essere protetto dai fulmini.
Inventò la bilancia di torsione bifilare.
Nel 1835 vinse la medaglia Copley per i suoi lavori sull'elettrostatica.